# Twillingate-eilanden
De Twillingate-eilanden zijn een eilandengroep die deel uitmaakt van de Canadese provincie Newfoundland en Labrador. De archipel ligt aan de Kittiwake Coast in het uiterste oosten van Notre Dame Bay voor de noordkust van Newfoundland. Naast North en South Twillingate Island, de twee hoofdeilanden, betreft het nog een dozijn kleinere eilanden en rotsen en klippen er rondom.

## Toponymie
De naam "Twillingate" is een verbastering van de oorspronkelijke Franse naam Toulinguet. Die naam verwijst naar het Pointe du Toulinguet, een kaap in het westen van Bretagne (nabij Brest). Het Franstalige toponiem is te verklaren door het feit dat de plaats tot 1783 tot de zogenaamde "French Shore" behoorde, een kustgebied waar de Fransen visserijrechten hadden.

## Eilanden

### Hoofdeilanden
South Twillingate Island is met een oppervlakte van 30,77 km² veruit het grootste van alle eilanden. In het noorden wordt het door minder dan 100 meter aan water gescheiden van North Twillingate Island, dat 6,98 km² meet. Deze twee grote eilanden zijn de enige die bewoond zijn en tellen tezamen 2.589 inwoners (2016). Het merendeel van beide maakt deel uit van de gemeenten Twillingate en Crow Head. 

### Kleine eilanden
Het grootste van de kleinere eilanden is Burnt Island, dat 1,25 km² groot is en direct ten noorden van South Twillingate Island ligt. Net ten oosten ervan liggen, naast enkele rotsen, Anderson Island (0,07 km²), Welsh Island (0,03 km²) en Rags Island (0,01 km²). Anderhalve kilometer verder naar het noorden toe ligt Gull Island (0,04 km²), het meest noordelijke punt van de archipel.
Ten westen van het op North Twillingate Island gelegen Crow Head ligt Sleepy Cove Gull Island (0,047 km²), naast grote rotsen zoals High Shag en West Shag Rock. Voor de kust van het gehucht Back Harbour, een drietal kilometer verder zuidwaarts, ligt daarenboven Back Harbour Gull Island (0,01 km²). 
Ten zuidwesten van het South Twillingate Island liggen voorts Black Island (0,73 km²), Duck Island (0,09 km²), Christopher Island (0,01 km²), Mouse Island (0,04 km²) en Matthews Island (0,06 km²). Tussen South Twillingate Island en New World Island ligt ten laatste nog Main Tickle Island (0,04 km²).

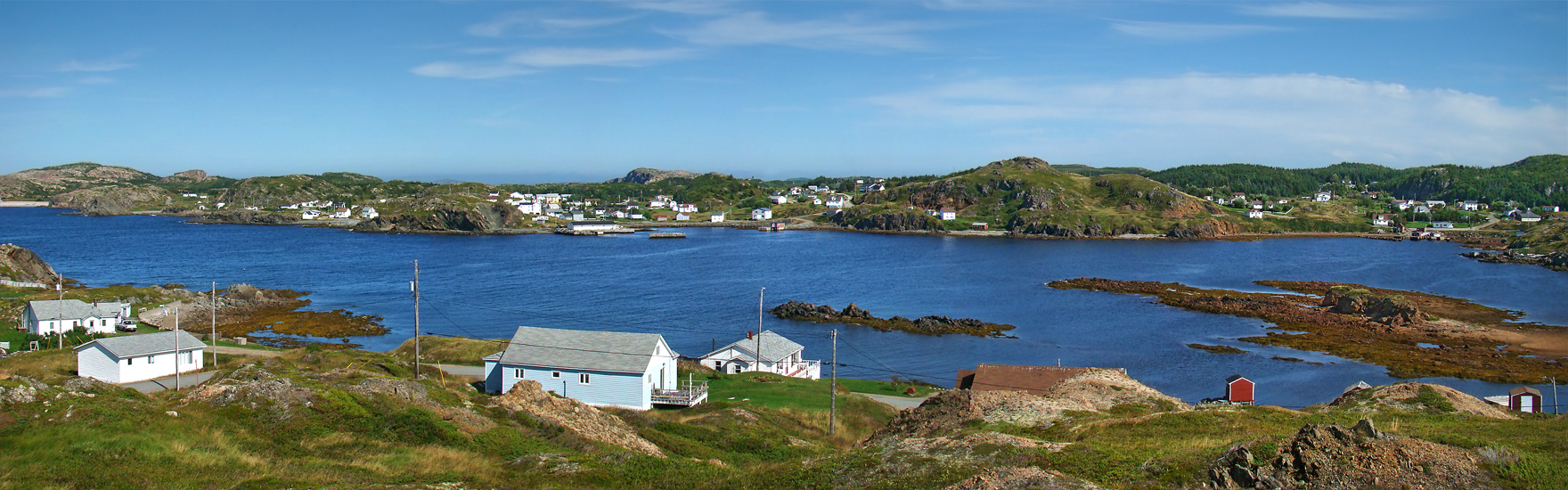
Panoramisch zicht op het plaatsje Durrell aan de noordkust van South Twillingate Island